# Blaze (groupe britannique)
Pour les articles homonymes, voir Blaze.
Blaze est un groupe de heavy metal britannique, originaire d'Angleterre. Le groupe est formé en 1999 par Blaze Bayley après son départ du d'Iron Maiden. Le groupe se dissout en 2007.

## Biographie
Le groupe est initialement formé en 1999 par Blaze Bayley, accompagné par Steve Wray et John Slater (guitare), Rob Naylor (basse) et Jeff Singer (percussions). Avec cette formation, le groupe publie son premier album Silicon Messiah produit en 2000 au label Steamhammer. Certaines chansons de l'album sont composées par Bayley et devaient originellement être incluses dans le nouvel album d'Iron Maiden à cette période.
En 2004, le guitariste Slater quitte le groupe. Aussi une nouvelle formation est faite au sein du groupe : Oliver Palotai et Luca Princiotta endossent les rôles de guitaristes, Christian Ammann celui de bassiste, et Daniel Schild celui de batteur.
À la fin de 2007, les membres se séparent de Bayley à cause de divergences personnelles, et Blaze est définitivement dissous.

## Membres
- Blaze Bayley – chant (depuis 2007)
- David Bermudez – basse (2007-2011)
- Rico Banderra – batterie (2007)
- Lawrence « Larry » Paterson – batterie (2007-2010)
- Jay Walsh – guitare (2007-2011)
- Nicolas Bermudez – guitare (2007-2011)
- Rick Newport – guitare (2007)

## Discographie

### Albums studio
- 2000 : Silicon Messiah
- 2002 : Tenth Dimension
- 2004 : Blood and Belief

### Albums live
- 2003 : As Live As It Gets